# Nahanni Butte
| Nahanni Butte Tthenáágó<br           |                         |
|                                      |                         |
| Coordenadas: 61°02′02"N, 123°22′50"O |                         |
| Território                           | Territórios do Noroeste |
|                                      |                         |
| Área                                 |                         |
| - Cidade                             | 78,96 km², 30,49 mi²    |
| Altitude                             | 182 m, 597 ft           |
| Fuso horário                         | UTC -7/-6               |
| População (2006)                     |                         |
| - Cidade                             | 120                     |
| - Densidade                          | 1,5 hab/km², 4 hab/mi²  |

Nahanni Butte (Tthenáágó na Língua Slavey pedra forte) é uma área designada localizada na Região de Dehcho, nos Territórios do Noroeste, Canadá. A cidade se localiza na confluência dos rios Liard e South Nahanni.
A palavra nahanni é derivada de naha que significa pessoas que percorrem montanhas e vales. A região foi fundada no começo da década de 1940, tendo crescido pouco, tendo a população atual de 120 habitantes.
Nahanni não possui acesso a rodovia, sendo que o único acesso ao lugar é via fluvial ou aéreo. Durante o inverno, a população tem acesso a uma rodovia que permanece construída somente nesses meses.

## Ligações Externas
- Nahanni Butte[ligação inativa]